# Markeliwka
Markeliwka (ukr. Маркелівка) – wieś na Ukrainie, w obwodzie wołyńskim, w rejonie włodzimierskim. W 2001 roku liczyła 97 mieszkańców.
Do 1946 roku miejscowość nosiła nazwę Marcelówka (ukr. Марцелівка, Marceliwka).